# 書物復権
書物復権（しょもつふっけん）とは、年に一度、日本の複数の専門書出版社により共同で催されている人文系専門書の復刊事業である。
「書物復権」提唱人である当時のみすず書房社長、小熊勇次が岩波書店社長安江良介に呼び掛けたところから企画は始まり、1996年に岩波書店、東京大学出版会、法政大学出版局、みすず書房の4出版社の営業担当者によって内容が練られ、取次会社鈴木書店（2001年倒産）の協力も得て翌1997年に合わせて23点の書籍が復刊された。1998年からさらに勁草書房、白水社、未來社の3出版社を、1999年からは紀伊國屋書店を加えて毎年開催されている。
各社の復刊候補は毎年末から翌年初めにかけて紀伊國屋書店（2011年からは復刊ドットコムでも）特設サイトに掲げられ、各出版社が独自に読者の投票結果などを考慮して品目が決定される。このウェブサイト復刊ドットコムは元々2000年5月に、取次会社日販の子会社であったブッキングによって、先行する「書物復権」事業を基に企画されたものである。
各社3点から5点を基本に復刊される。こうして復刊された書籍はフェア品目として組まれ、協力する書店の店頭でフェア開催され陳列される。

## 参加出版社
- 岩波書店（1996年 - ）
- 東京大学出版会（1996年 - ）
- 法政大学出版局（1996年 - ）
- みすず書房（1996年 - ）
- 勁草書房（1998年 - ）
- 白水社（1998年 - ）
- 未來社（1998年 - ）
- 紀伊國屋書店（1999年 - ）
- 新曜社（2006年 - 2007年）
- 春秋社（2013年 - 2014年）
- 吉川弘文館（2014年 - ）[4]
- 青土社（2015年 - ）
- 創元社（2019年 - ）[5]

## 注
1. ↑  未來社 (2011年1月18日). “復刊ドットコムに〈書物復権〉特集ページができました”. TOPICS.   未來社. 2019年5月18日閲覧。
2. ↑  中野健祥. “第４回:復刊ドットコム　左田野渉氏（前編）”. WEB本の雑誌.  本の雑誌社. 2019年5月18日閲覧。
3. ↑  西谷能英（未來社社長） (2013年5月11日). “67　書物復権の会の問題点と新しい展開”. 未来の窓.   未來社. 2019年5月18日閲覧。
4. ↑  “「書物復権」共同復刊、吉川弘文館を加え10社に”. 文化通信 (2014年1月20日). 2019年5月18日閲覧。
5. ↑  “書物復権 2019　11社共同復刊　リクエストで名著がよみがえる”. 紀伊國屋書店 (2018年). 2019年5月18日閲覧。